# Сборная Анголы по футболу (до 20 лет)
Сборная Анголы по футболу до 20 лет — национальная команда, представляющая Анголу в своей возрастной категории. Управляющей организацией является Ангольская федерация футбола, имеющая членство в ФИФА, КАФ и КОСАФА. Футболисты из Анголы в возрасте 20 лет и младше имеют в своём активе одну победу на Кубке африканских наций.

## История
Впервые сборная Анголы до 20 лет выступила на международном уровне в рамках первого раунда чемпионата Африки 1983 года, где по сумме двух матчей уступила Камеруну. Единственную победу на Кубке африканских наций ангольцы завоевали в 2001 году, где лучшим бомбардиром турнира стал Антониу Мендонса.
Успешная игра на всеафриканском турнире позволила команде выступить на чемпионате мира 2001 года среди молодёжных команд, прошедшем в Аргентине. Ангола сумела занять первое место в группе, обойдя Чехию, Австралию и Японию. В 1/8 финала африканцы встретились с Нидерландами, которым уступили со счётом 0:2.
На чемпионате КОСАФА Ангола четыре раза завоёвывала серебряные награды и пять раз — бронзовые. Лучшими бомбардирами турнира становились такие ангольцы как Мануэл Афонсо (2013), Зини (2019, 2020) и Данилсон Макокиса (2022). Приз лучшего вратаря чемпионата КОСАФА получал Нсессани Симау в 2019 году.
Три раза Ангола была представлен на турнире Мориса Ревелло во Франции (1995, 1996, 2017), но ни разу не занимала призовых мест.
В разные годы тренерами команды были Луиш Оливейра Гонсалвеш (2001), Эдди Кардозу (2014—2017), Сами Матиас (2016—2018), Педру Гонсалвеш (2018—2019) и Игор Лазич (2019).

## Достижения
- Победитель Кубка африканских наций (до 20 лет): 2001
- Вице-чемпион КОСАФА (до 20 лет): 2000, 2001, 2002, 2011

## Результаты выступлений

### Кубок африканских наций
| Кубок африканских наций (до 20 лет) | Кубок африканских наций (до 20 лет) | Кубок африканских наций (до 20 лет) | Кубок африканских наций (до 20 лет) | Кубок африканских наций (до 20 лет) |
| Год                                 | Результат                           |                                     | Год                                 | Результат                           |
| ----------------------------------- | ----------------------------------- | ----------------------------------- | ----------------------------------- | ----------------------------------- |
| 1979                                | не участвовала                      | 2003                                | не прошла квал.                     |                                     |
| 1981                                | не участвовала                      | 2005                                | групповой этап                      |                                     |
| 1983                                | первый раунд                        | 2007                                | не прошла квал.                     |                                     |
| 1985                                | первый раунд                        | 2009                                | не прошла квал.                     |                                     |
| 1987                                | дисквалификация                     | 2011                                | не прошла квал.                     |                                     |
| 1989                                | предв. раунд                        | 2013                                | не прошла квал.                     |                                     |
| 1991                                | не участвовала                      | 2015                                | не прошла квал.                     |                                     |
| 1993                                | не участвовала                      | 2017                                | не прошла квал.                     |                                     |
| 1995                                | не прошла квал.                     | 2019                                | не прошла квал.                     |                                     |
| 1997                                | не прошла квал.                     | 2021                                | не прошла квал.                     |                                     |
| 1999                                | групповой этап                      | 2023                                | не прошла квал.                     |                                     |
| 2001                                | победитель                          | 2025                                |                                     |                                     |

### Чемпионат мира
| Чемпионат мира среди молодёжных команд | Чемпионат мира среди молодёжных команд | Чемпионат мира среди молодёжных команд | Чемпионат мира среди молодёжных команд | Чемпионат мира среди молодёжных команд | Чемпионат мира среди молодёжных команд | Чемпионат мира среди молодёжных команд | Чемпионат мира среди молодёжных команд |
| Год                                    | Результат                              | И                                      | В                                      | Н                                      | П                                      | ГЗ                                     | ГП                                     |
| -------------------------------------- | -------------------------------------- | -------------------------------------- | -------------------------------------- | -------------------------------------- | -------------------------------------- | -------------------------------------- | -------------------------------------- |
| 2001                                   | 1/8 финала                             | 4                                      | 1                                      | 2                                      | 1                                      | 3                                      | 4                                      |
| Всего                                  | 1/23                                   | 4                                      | 1                                      | 2                                      | 1                                      | 3                                      | 4                                      |